# Селинов, Валентин Иванович
Валентин Иванович Селинов (1876, Карасубазар, Таврическая губерния — 16 февраля 1946, Днепропетровская область) — историк античности, революционных движений XIX века. и архитектуры.

## Биография и научное наследие
Родился в 1876 году в городе Карасубузар Таврической губернии. Его отец, армянин по происхождению, занимался арендой земли.
В 1890 году проживал с родителями, затем поступил в Феодосийскую мужскую гимназию, которую окончил в 1897 году. В этом же году поступил на историко-филологический факультет Киевского университета Св. Владимира, которой окончил в 1901 году и начал работать на местных частных курсах. В 1908 году переехал в Екатеринослав, где работал преподавателем русского языка и литературы в коммерческом училище. Через два года вернулся в Киев и преподавал в средних учебных заведениях и на различных курсах включительно до 1919 года.
В 1917 году после издания научной работе «Современные вопросы теории исторического знания в связи с задачами методики истории» был приглашен читать лекции по «методики истории» на высших педагогических курсах Киева. В 1919 году переехал в Одессу, где работал в педагогическом отделе губкомитета профессионального образования и организовывал курсы по подготовке учителей трудовых школ.
В 1921-1930 годы — преподаватель Одесского института народного образования (ОИНО), вел курс методики обществоведения и истории, с 1924/25 н. г. — технику преподавания обществознания, практические вопросы преподавания истории, экономическую историю Англии, общий курс истории культуры, экскурсионный и изобразительный метод преподавания истории. В июле 1927 года утвержден штатным профессором ОИНО. Отдельной частью его плодотворной деятельности в институте была общественная деятельность — член социально-педагогического комитета, заместитель председателя педагогической предметной комиссии. Председатель организации «Друзья детей» при групповом комитете союза «Работники образования» (1927), читал лекции по краеведению в вечернем рабочем университете (1929), заведовал окружным методическим комитетом. Работал в педагогической секции ОНТ при ВУАН (1926-1930), историко-этнологическом отделе Одесского филиала Всеукраинской академии наук (1927-1930) и редактировал экскурсионный отдел сборки «Одесса и Одесщина». После реорганизации  ОИНО, в 1930 - 1933 годах работал в Одесском институте профессионального образования и Одесском институте социального воспитания.
В октябре 1930 года, по назначению сектора науки НКО, он как ученый секретарь Одесской Государственной библиотеки и Одесской комиссии краеведении при Всеукраинской академии наук, занял должность зав. отдела феодализма и торгового капитализма в Надчерноморских странах Одесского историко-археологического музея. Во время работы в музее занимался разработкой проблем местного прошлого и методологическими вопросами истории.
В феврале 1931 арестован органами ГПУ по подозрению в участии в подпольной деятельности организации украинских националистов. В сентябре того же года его освободили и восстановили на работе.
В декабре 1940 года ВАК при Всесоюзном комитете по делам высшей школы допустила ученого без наличия ученой степени кандидата наук к защите докторской диссертации.
Во время немецко-румынской оккупации остался в Одессе. Основным местом его работы стал Румынский королевский университет (университет Транснистрии) — проф. историко-филологического ф-та, с августа 1943 зав. кафедры русской истории. 7 января 1944 года после защиты диссертации «Древние причерноморские поселения между Бугом и Днестром в период расцвета Ольвии», который состоялся в октябре 1943, Дирекция культуры примарии Одесского муниципалитета утвердила постановление сената университа о присвоении ученой степени доктора исторических наук. В это время он также был директором историко-археологического музея (1941-1944), где руководил работой всех отделов и проводил активную научную работу в историческом архиве, где обрабатывал материалы фонда канцелярии Новороссийского и Бессарабского генерал-губернатора времен М. Воронцов (1823-1854). Там же под его руководством практическую работу по ознакомлению с материалами фондов проводили студенты историки, одним из которых был будущий проф. П. Каришковский.
В марте 1944 с отступающими из Одессы войсками переехал в Румынию, но в январе 1945 вернулся в город. В августе 1945 за сотрудничество в период оккупации с немецко-румынскими властями был арестован органами НКВД. 15 октября 1945 года Военный Трибунал НКВД Одесской области приговорил его к 10 годам ИТК с лишением в правах на 5 лет. Умер 16 февраля 1946 в местах заключения в Днепропетровской обл. В 1997 году реабилитирован.
Анализ научного наследия свидетельствует о ее многогранность (более 60 научных трудов). Ученый уделял внимание направлению в науке, органично развивался в контексте общих научных исследований — теоретико-методологическим вопросам исторической науки. Объектом интересов ученого стала методико-педагогическая и методико-практическая проблематика преподавания исторической науки, которая неразрывно была связана с преподавательской деятельностью. В своих научных исследованиях касался периода новой истории начала XIX века, в которых он рассматривал национально-освободительное движение и революционные настроения многих европейских стран. В круг интересов ученого попали социально-экономическое развитие Юга Украины. Отличительной чертой научного творчества были исследования краеведческого характера. Следствием чего стало участие учёного в подготовке юбилейного издания к 150-летию Одессы.

## Работы
- Современные вопросы теории исторического знания в связи с задачами методики истории. — Петроград, 1915;
- К вопросу о приемах преподавания истории в старших классах средней школы (Глава из методики истории) // Педагогический сборник. — 1917. — № 1;
- Экскурсия в Ольвию (Методические указания) // Наша школа. — 1924. — № 3. — С. 36-39;
- Ольвия. — Одесса, 1924;
- Ленинградский научно-исследовательский экскурсионный институт // Наша школа. — 1924. — № 7-9;
- Краеведческая библиография (История, фольклор, археология) // Вестник Одесской Комиссии Краеведения при ВУАН. — 1925. — Ч. 2-3;
- Пушкин и греческое восстание (исследование) // А. С. Пушкин. Статьи-материалы. — Вып. 1. — Одесса, 1926;
- История и археология в краеведческой работе. — Л., 1927;
- К вопросу об источниках повести Пушкина «Кірджалі» // Юбилейный сборник в честь академика Д.  Багалея. — Т. II. — К., 1927;
- Что хранят в себе строительные архивы провинции (Материалы Строительного комитета «Старой Одессы») // Краеведение. — 1927. — № 2;
- Из истории национально-освободительной борьбы греков и румын в начале XIX века // Новый Восток. — 1928. — № 20-21;
- Политический кризис 1821 г. в Дунайских княжествах // Новый восток. — 1928. — № 20-21;
- Воронцовский дворец как культурно-исторический памятник г. Одессы // Вестник ОКК при ВУАН. — 1929. — Ч. 4-5;
- Историко-экономический очерк каменноугольной и железно-рудной промышленности Степной Украины // Вестник ОКК при ВУАН. — 1929. — Ч. 4-5;
- Комментарии к отрывку «Из журнала греческого восстания» писанного Пушкиным в 1821 г.// Пушкин и его современники. — Л., 1930. — Вып. 38/39;
- Архитектурные памятники старой Одессы. — Одесса, 1930;
- Одесская государственная научная библиотека: исторический очерк. 1829-1917 // Исторический очерк ОГНБ им. А. Н. Горького. — Одесса, 1941;
- Александр Скарлатович Стурдза // Одесская газета. — 1942. — 24 февраля;
- Очерки по истории Транснистрии и Одессы // Молва. — 1943. — 24 января;
- История колонизации территории между Днестром и Бугом // Молва. — 1944. — 8 февраля; Древне-причерноморские поселения. — Одесса, 1943.